# Kalanka
Kalanka (Spigelia) je rod rostlin z čeledi logániovité. Jsou to byliny a polokeře se vstřícnými nebo přeslenitými jednoduchými listy a nálevkovitými květy s dlouhou korunní trubkou. Rod zahrnuje asi 50 druhů a je rozšířen v Americe. Některé druhy jsou používány v medicíně.

## Popis
Kalanky jsou jednoleté nebo vytrvalé byliny či polokeře. Listy jsou vstřícné, na vrcholu lodyh často i přeslenité. Báze protistojných listů jsou spojené linií, pochvou nebo palisty. Květy jsou téměř nebo zcela přisedlé, uspořádané ve vrcholových vijanech (jednostranných vrcholících). Kalich je pětičetný, s cípy kratšími než kališní trubka. Koruna je obvykle nálevkovitá, pětičetná, s dlouhou trubkou. Tyčinek je 5 a většinou nevyčnívají z květů. Semeník obsahuje 2 komůrky s několika vajíčky. Čnělka je tenká, zakončená nitkovitou bliznou. Plodem je tobolka, otevírající se zprvu 4 chlopněmi a později pukající kolem dokola. Semena jsou kulovitá nebo vejcovitá.

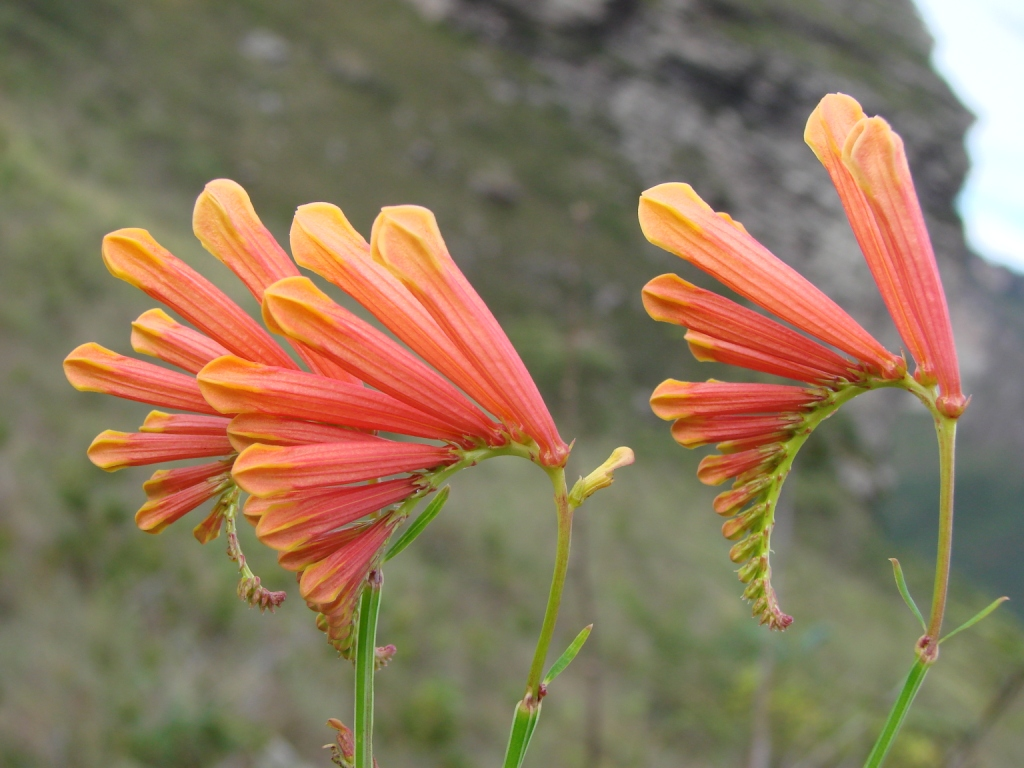
Květenství Spigelia pulchella
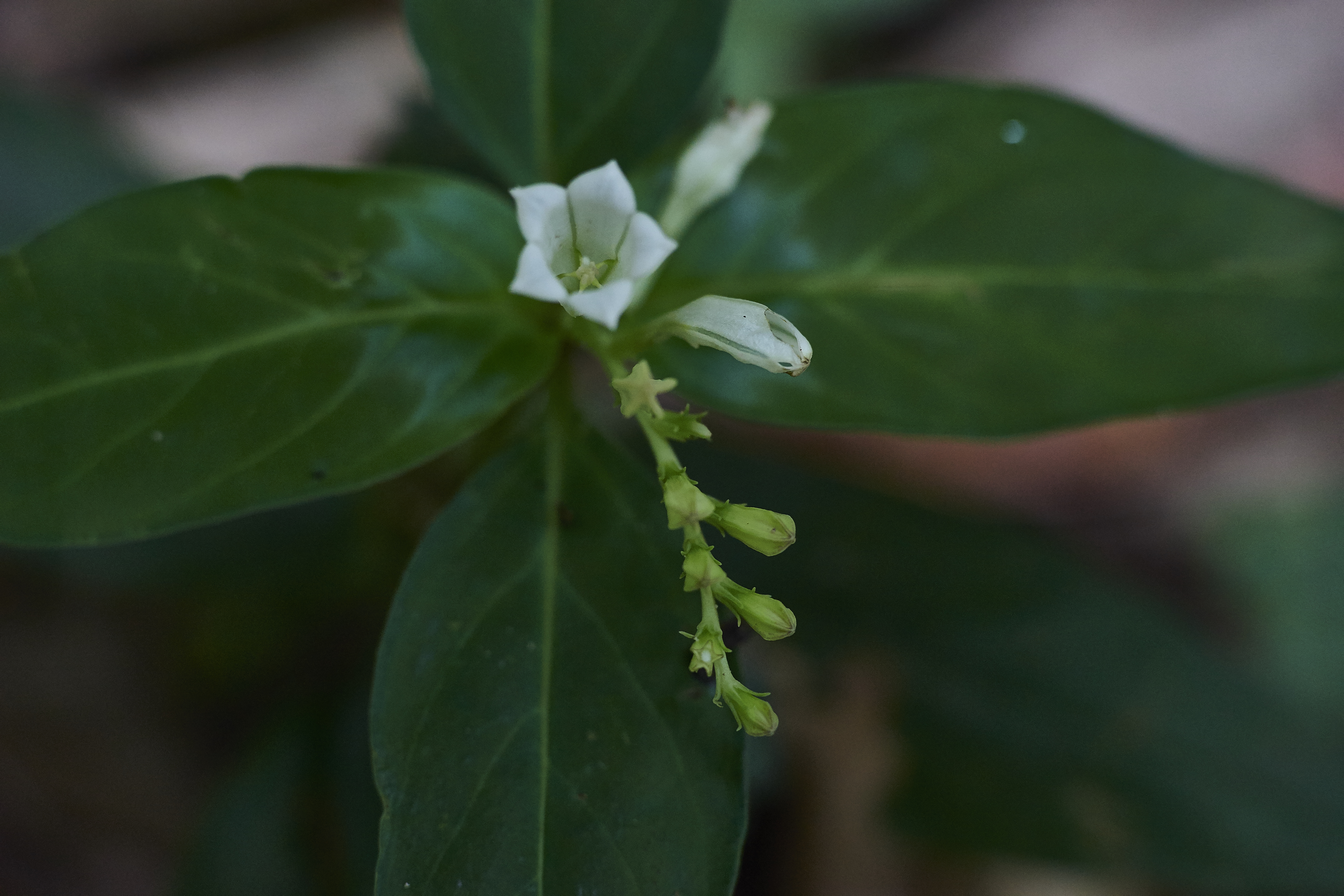
Spigelia humboldtiana
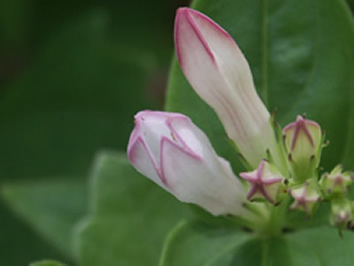
Poupata Spigelia gentianoides

## Rozšíření
Rod kalanka zahrnuje asi 50 druhů. Je rozšířen v Americe od jižních oblastí USA po Chile a severní Argentinu a na Karibských ostrovech. Některé druhy byly introdukovány i do tropů Starého světa, např. Spigelia anthelmia do Afriky a Indonésie.

## Obsahové látky a jedovatost
Druh Spigelia anthelmia obsahuje toxický alkaloid ryanodin (někdy uváděný jako spigelin) a kardiotonické alkaloidy, zejména spiganthin. Největší obsah účinných látek je v kořenech a slupce plodů.

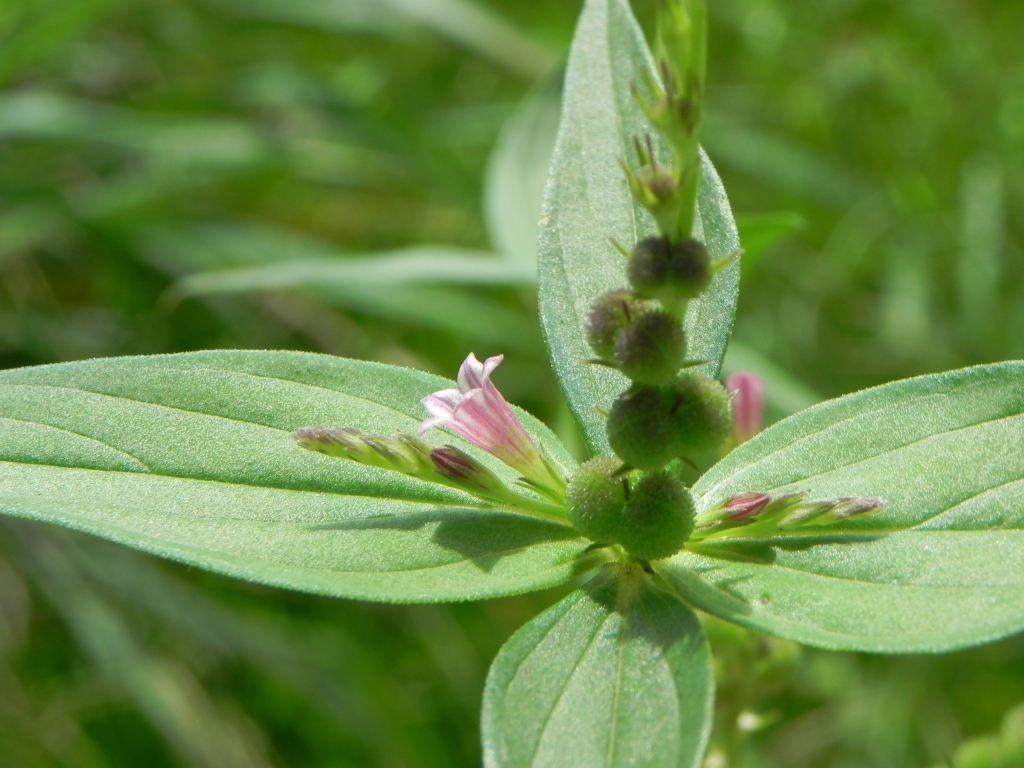
Kalanka Spigelia anthelmia

## Význam
Druh Spigelia anthelmia je používán k odčervování lidí i hospodářských zvířat. Druh je přirozeně rozšířený v Americe od Floridy po Bolívii. Spigelia marylandica je používána zejména jako antipyretikum a kardiotonikum.